# Раим
Раим (каз. Райым) — село в Аральском районе Кызылординской области Казахстана. Административный центр сельского округа Жетес. Код КАТО — 433242100.

## Географическое положение
Село находится на берегу пресного озера Раимколь, в 46 км северо-западнее города Казалинск, в 20 км юго-западнее железнодорожной станции Камыстыбас.

## История
Форт Раим (позднее известен как Аральское укрепление) был построен военным инженером К. И. Герном в 1847 году — это первое российское военное укрепление в Приаралье. В том же году сюда были поселены первые 26 семей оренбургских казаков.
В 1849 году на Сырдарью в район форта была доставлена построенная в Оренбурге двухпушечная шхуна «Константин». Экипаж состоял из 27 человек, в числе которых — рядовой Тарас Шевченко, оставивший рисунок «Укрепление Раим».
В 1853 году основная часть население форта была переселена в Казалинск, но ещё несколько лет здесь располагался речной порт. В 1852 году сюда в разобранном виде были доставлены построенные в Швеции железные пароходы «Перовский» и «Обручев», сыгравшие значительную роль в исследовании Аральского моря. В 1854 году форт был официально упразднён.

## Население
В 1999 году население села составляло 292 человека (152 мужчины и 140 женщин). По данным переписи 2009 года, в селе проживало 306 человек (159 мужчин и 147 женщин).

## Зарисовки Тараса Шевченко

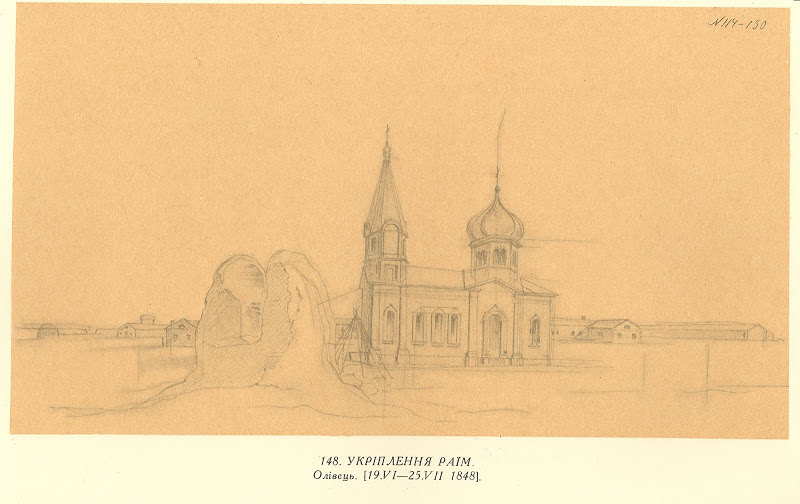
Укрепление Раим (19 июня — 25 июля 1848) Цветная бумага, карандаш
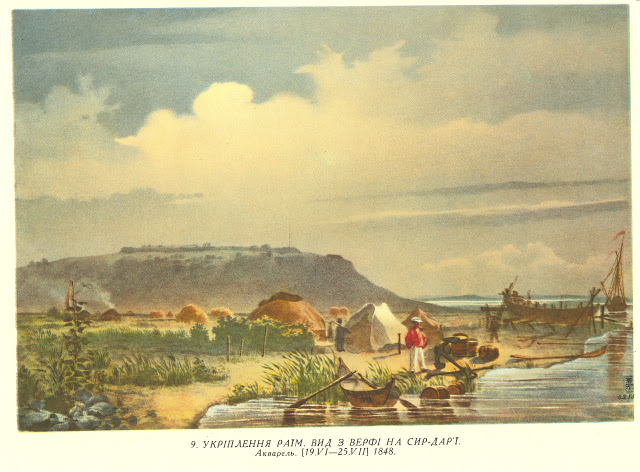
Укрепление Раим. Вид с верфи на Сырдарью (19 июня — 25 июля 1848) Бумага, акварель
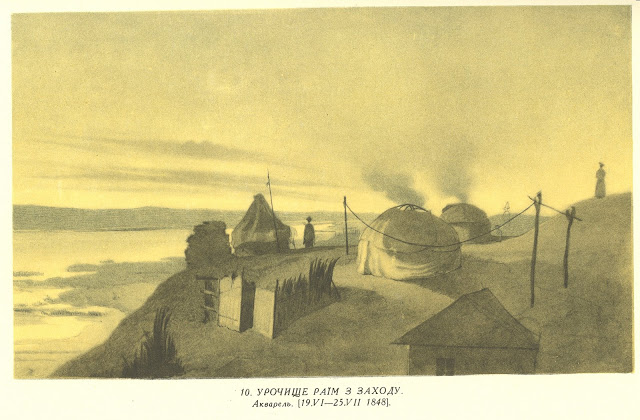
Урочище Раим с запада (19 июня — 25 июля 1848) Бумага, акварель
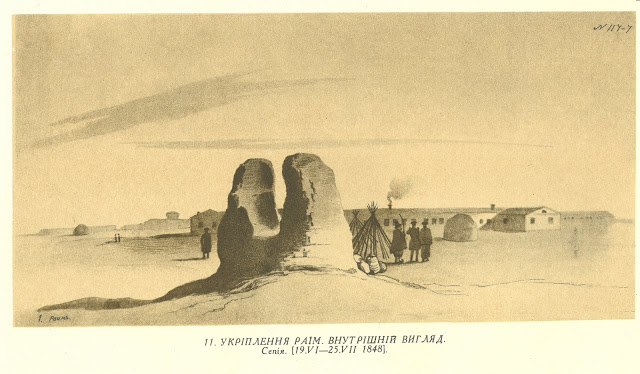
Укрепление Раим. Внутренний вид (19 июня — 25 июля 1848) Бумага, сепия